# ミュージックドラゴン
『ミュージックドラゴン 〜音楽龍〜』（ミュージックドラゴン おんがくりゅう）は、2013年4月6日から2015年3月28日まで日本テレビで土曜日0:58 - 1:58（金曜日深夜、JST）に放送された音楽番組である。
『ハッピーMusic』の後継番組。一部企画は『音龍門』から受け継がれている。

## 概要
タカアンドトシが司会の音楽番組。
最新曲のライブに加え、アーティストの素顔に迫るトークやアーティストがタカトシと一緒にやりたい企画で盛り上がる。
2015年3月28日の放送を以って終了した。後継番組はバカリズムが司会の音楽番組『バズリズム』。

## 出演者
MC
- タカアンドトシ（タカ、トシ）
- 本田翼（2013年7月13日 - 2014年6月28日）
- 佐野ひなこ（2014年7月5日 - 2015年3月28日）
- 徳島えりか（日本テレビアナウンサー）

ナレーション
- 田子千尋

## コーナー
ゲストトーク
番組前半で放送する。トークゲストアーティストとMCが参加してトークやタカトシと一緒にやってみたい持ち込み企画を行う。その後、「DJタカのライジングドラゴン」内でライブパフォーマンスを披露する。
特Qツバサ
本田がゲストに質問するコーナー。本田がMCを担当した2013年7月13日 - 2014年6月28日の間に放送。
佐野ひなこの(秘)なドラゴン!
2014年7月5日より開始されゲストトークの中で放送。佐野がトークゲストアーティストの(秘)な情報を紹介するコーナー。
DJ SUUのライジングドラゴン（スタジオライブ）
DJ SUU（タカ）とMCオヒナ（佐野）またはMCトク（徳島）が出演アーティストをクラブDJのMC風に笑いを入れ、トシがツッコミを入れながら紹介していく。
出演アーティスト5 - 8組のスタジオライブパフォーマンスをまとめて放送する。ライブパフォーマンスを披露する前にゲストアーティストのみのトークもセットで放送する場合がある。
サビなび
『ハッピーMusic』から継続。注目アーティストの新曲10曲を取り上げ、MV・PVのサビ部分を流すコーナー。
ドラゴンズ・アイ
『音龍門』の「DRAGON PUSH ARTIST」から改題リニューアル継続。注目のアーティストをあらゆる視点から紹介するミニ特集コーナー。
朗読少女
『音龍門』から受け継がれたコーナーで、話題のアーティストの楽曲の歌詞を女性タレントやアイドルが朗読しながら紹介していく。
番組エンディングの後にステーションブレイク無しで接続され、ミニ番組（別番組）形式で放送される。そのため、一部地域（同時ネット局の一部を含む）では放送されない。

## ネット局
| 放送対象地域   | 放送局                    | 系列                                         | 放送曜日・時間                   | 遅れ       | 朗読少女 |
| -------------- | ------------------------- | -------------------------------------------- | -------------------------------- | ---------- | -------- |
| 関東広域圏     | 日本テレビ（NTV）         | 日本テレビ系列                               | 土曜日 0:58 - 1:58（金曜日深夜） | 制作局     | ○        |
| 岩手県         | テレビ岩手（TVI）         | 日本テレビ系列                               | 土曜日 0:58 - 1:58（金曜日深夜） | 同時ネット | ○        |
| 山梨県         | 山梨放送（YBS）           | 日本テレビ系列                               | 土曜日 0:58 - 1:58（金曜日深夜） | 同時ネット | ○        |
| 長野県         | テレビ信州（TSB）         | 日本テレビ系列                               | 土曜日 0:58 - 1:58（金曜日深夜） | 同時ネット | ○        |
| 広島県         | 広島テレビ（HTV）         | 日本テレビ系列                               | 土曜日 0:58 - 1:58（金曜日深夜） | 同時ネット | ○        |
| 山口県         | 山口放送（KRY）           | 日本テレビ系列                               | 土曜日 0:58 - 1:58（金曜日深夜） | 同時ネット | ○        |
| 香川県・岡山県 | 西日本放送（RNC）         | 日本テレビ系列                               | 土曜日 0:58 - 1:58（金曜日深夜） | 同時ネット | ○        |
| 長崎県         | 長崎国際テレビ（NIB）     | 日本テレビ系列                               | 土曜日 0:58 - 1:58（金曜日深夜） | 同時ネット | ○        |
| 熊本県         | くまもと県民テレビ（KKT） | 日本テレビ系列                               | 土曜日 0:58 - 1:58（金曜日深夜） | 同時ネット | ○        |
| 石川県         | テレビ金沢（KTK）         | 日本テレビ系列                               | 土曜日 0:58 - 2:02（金曜日深夜） | 同時ネット | ○        |
| 北海道         | 札幌テレビ（STV）         | 日本テレビ系列                               | 土曜日 0:58 - 1:55（金曜日深夜） | 同時ネット | ×        |
| 青森県         | 青森放送（RAB）           | 日本テレビ系列                               | 土曜日 0:58 - 1:55（金曜日深夜） | 同時ネット | ×        |
| 宮城県         | ミヤギテレビ（MMT）       | 日本テレビ系列                               | 土曜日 0:58 - 1:55（金曜日深夜） | 同時ネット | ×        |
| 秋田県         | 秋田放送（ABS）           | 日本テレビ系列                               | 土曜日 0:58 - 1:55（金曜日深夜） | 同時ネット | ×        |
| 山形県         | 山形放送（YBC）           | 日本テレビ系列                               | 土曜日 0:58 - 1:55（金曜日深夜） | 同時ネット | ×        |
| 福島県         | 福島中央テレビ（FCT）     | 日本テレビ系列                               | 土曜日 0:58 - 1:55（金曜日深夜） | 同時ネット | ×        |
| 新潟県         | テレビ新潟（TeNY）        | 日本テレビ系列                               | 土曜日 0:58 - 1:55（金曜日深夜） | 同時ネット | ×        |
| 富山県         | 北日本放送（KNB）         | 日本テレビ系列                               | 土曜日 0:58 - 1:55（金曜日深夜） | 同時ネット | ×        |
| 鳥取県・島根県 | 日本海テレビ（NKT）       | 日本テレビ系列                               | 土曜日 0:58 - 1:55（金曜日深夜） | 同時ネット | ×        |
| 徳島県         | 四国放送（JRT）           | 日本テレビ系列                               | 土曜日 0:58 - 1:55（金曜日深夜） | 同時ネット | ×        |
| 愛媛県         | 南海放送（RNB）           | 日本テレビ系列                               | 土曜日 0:58 - 1:55（金曜日深夜） | 同時ネット | ×        |
| 福岡県         | 福岡放送（FBS）           | 日本テレビ系列                               | 土曜日 0:58 - 1:55（金曜日深夜） | 同時ネット | ×        |
| 宮崎県         | テレビ宮崎（UMK）         | フジテレビ系列 日本テレビ系列 テレビ朝日系列 | 土曜日 0:58 - 1:55（金曜日深夜） | 同時ネット | ×        |
| 鹿児島県       | 鹿児島読売テレビ（KYT）   | 日本テレビ系列                               | 土曜日 0:58 - 1:55（金曜日深夜） | 同時ネット | ×        |
| 静岡県         | 静岡第一テレビ（SDT）     | 日本テレビ系列                               | 土曜日 0:58 - 1:56（金曜日深夜） | 同時ネット | ×        |
| 福井県         | 福井放送（FBC）           | 日本テレビ系列 テレビ朝日系列                | 土曜日 0:58 - 1:56（金曜日深夜） | 同時ネット | ×        |
| 高知県         | 高知放送（RKC）           | 日本テレビ系列                               | 火曜日 1:08 - 2:08（月曜日深夜） | 遅れネット | ○        |
| 中京広域圏     | 中京テレビ（CTV）         | 日本テレビ系列                               | 金曜日 1:48 - 2:50（木曜日深夜） | 遅れネット | ○        |
| 近畿広域圏     | 読売テレビ（ytv）         | 日本テレビ系列                               | 金曜日 2:30 - 3:30（木曜日深夜） | 遅れネット | ×        |

- ○印…「朗読少女」放送あり
- ×印…「朗読少女」未放送

## スタッフ
- 構成：桝本壮志、舘川範雄、金沢達也
- TM：保刈寛之
- TD-SW：北折雅人、安藤康一、鈴木健司
- CAM：渡辺浩、茅野竜徳
- LD：正田悠斗、井口弘一郎
- VTR：宮入俊彰、三崎美貴、鈴木昭博
- VE：田中健哉、古手川大、権田博、中村晋也
- 音声：木本文子、太田黒健至、荒金俊光、瀧島要介
- タイトルCG：キャニットG
- 美術：日テレアート
- 美術プロデューサー：稲本浩
- 美術デザイン：熊崎真知子、田澤奈津美
- 編集：市川貴裕
- MA：丸山晃、石田雅一
- 音効：久留米勇介
- AP：橋本隆
- デスク：中野真奈
- TK：中村ひろ子
- 音楽協力：日本テレビ音楽
- 制作協力：オフィス・ケーアール、オリオンクルー
- ディレクター：小野勇樹、諏訪裕紀、下井大祐、大内勝、庄司名衣、安達穣史、加藤健太、藤村潤
- 演出：川口信洋、錦織信彦
- プロデューサー：前田直敬、本橋武夫、大越理央、大野眞奈美
- 統括プロデューサー：高谷和男（2014年12月6日 - 、以前はプロデューサー）
- チーフプロデューサー：加藤幸二郎（2014年12月6日 - ）
- 製作著作：日本テレビ

### 過去のスタッフ
- TM：古川誠一、今村公威
- TD：田口徹
- SW：安藤康一（以前はTD兼務）
- LD：小笠原雅登
- VTR：久野崇文、茅野温子
- VE：天内理絵、佐藤太心、石野太一、渡邊佳寛
- 音声：村上正、川合亮
- 美術プロデューサー：林健一
- 編成：渡瀬慶吾、久保真一郎
- 広報：西室由香里
- デスク：田村麻衣
- ディレクター：小元肇、藤野はるか、豊永満
- プロデューサー：江成真二、今井康則
- チーフプロデューサー：藤井淳

## 歴代テーマ曲

### オープニングテーマ

#### 2013年
- 4月：FTISLAND「You Are My Life」
- 5月：チャン・グンソク「Indian Summer」
- 6月：東方神起「OCEAN」
- 7月：片平里菜「夏の夜」
- 8月：B1A4「イゲ ムスン イリヤ 〜なんで?どうして?」
- 9月：大塚愛「Re:NAME」
- 10月：Dorothy Little Happy「ASIAN STONE」
- 11月：超特急「Kiss Me Baby」
- 12月：東方神起「White」

#### 2014年
- 1月：東方神起「Something」
- 2月：BoA「Shout It Out」
- 3月：ハジ→「卒業サヨナラ」
- 4月：Dream5「Break Out」
- 5月：住岡梨奈「flavor」
- 6月：SHINee「LUCKY STAR」
- 7月：MINMI「いていたいよ」
- 8月：palet「VICTORY」
- 9月：WHITE JAM「ウソツキ」
- 10月：NU'EST「Shalala Ring」
- 11月：TM NETWORK「Alive」
- 12月：東方神起「Spinning」

#### 2015年
- 1月：Silent Siren「KAKUMEI」
- 2月：Hilcrhyme「YUKIDOKE」
- 3月：callme「To shine」

### エンディングテーマ

#### 2013年
- 4月：LinQ「チャイムが終われば」
- 5月：春奈るな「君がくれた世界」
- 6月：The Sketchbook「クラック」
- 7月：ONE☆DRAFT「カレンダー 〜ケンカしたり、ふざけたり、泣かせたり〜」
- 8月：ひめキュンフルーツ缶「アンダンテ」
- 9月：Lead「strings」
- 10月：たんこぶちん「シアワセタランチュラ」
- 11月：LGYankees「Wonder Love feat. LGRookees」
- 12月：SUPER JUNIOR「Blue World」

#### 2014年
- 1月：グッドモーニングアメリカ「イチ、ニッ、サンでジャンプ」
- 2月：E-girls「Diamond Only」
- 3月：とちおとめ25「どっかーん！いちご作戦」
- 4月：Ring-trip「風のメタモルフォーゼ」
- 5月：USAGI「Hello」
- 6月：W-inds「夢で逢えるのに～Some times i cry～」
- 7月：トミタ栞「HAPPY AND HAPPY」
- 8月：SUPER JUNIOR-D&E「SKELETON」
- 9月：GOLD RUSH 「Goin'on」
- 10月：キャラメルペッパーズ「青春SONG 〜YELL〜」
- 11月：Silent Siren「恋い雪」
- 12月：Doll☆Elements「君に桜ヒラリと舞う」

#### 2015年
- 1月：La PomPon「BUMP!!」
- 2月：THE HOOPERS「イトシコイシ君コイシ」
- 3月：P・IDL チームI♡「ティーンエイジ・ブルース」

## 番組情報

### 2013年 放送リスト
| 2013年 放送リスト | 2013年 放送リスト | 2013年 放送リスト                           | 2013年 放送リスト |
| 回                | 放送日            | トークゲスト                                | スタジオライブ |
| ----------------- | ----------------- | ------------------------------------------- | --- |
| 1                 | 2013年4月6日      | TEMPURA KIDZ Mスリー                        | 高橋みなみ「Jane Doe」 FTISLAND「You Are My Life」 Mスリー「夢見るダンシングドール」 GUMMY「信じてる…」 |
| 2                 | 2013年4月13日     | KARA                                        | KARA「バイバイ ハッピーデイズ!」 シド「恋におちて」 川嶋あい「YES/NO」 LinQ「チャイムが終われば」 Cheeky Parade「C.P.U !?」 |
| 3                 | 2013年4月20日     | ナオト・インティライミ                      | モーニング娘。「ブレインストーミング」 ORANGE RANGE「もしも」 ナオト・インティライミ「恋する季節」 A flood of circle「Dancing Zombiez」 Yun*chi「Shake you*」 |
| 4                 | 2013年4月27日     | 栗山千明                                    | 栗山千明「とよす☆ルシフェリン」 BENI「さつきあめ」 土屋アンナ<愛愛傘>氣志團 シクラメン「Only 愛」 |
| 5                 | 2013年5月4日      | miwa                                        | 三代目 J Soul Brothers from EXILE TRIBE「SPARK」 黒木渚「骨」 |
| 6                 | 2013年5月11日     | ソナーポケット                              | ソナーポケット「片想い。〜リナリア〜」 ももいろクローバーZ「仮想ディストピア」 CNBLUE「Blind Love」 Dream5「Hop! Step! ダンス↑↑」 May'n「Run Real Run」 |
| 7                 | 2013年5月18日     | SCANDAL 家入レオ                            | きゃりーぱみゅぱみゅ「インベーダーインベーダー」 スピッツ「さらさら」 家入レオ「Message」 SCANDAL「会わないつもりの、元気でね」 バクステ外神田一丁目「バイトファイター」 |
| 8                 | 2013年5月25日     | Perfume                                     | Perfume「Magic of Love」 GENERATIONS from EXILE TRIBE「Love You More」 AKB48「さよならクロール」 高橋優「同じ空の下」 かりゆし58「青春よ聴こえてるか」 |
| 9                 | 2013年6月1日      | 河村隆一                                    | 河村隆一「七色」 ティーナ・カリーナ「あかん」 SPYAIR「虹」 クリス・ハート「home」 近藤晃央「らへん」 |
| 10                | 2013年6月8日      | PUFFY 川畑要                                | PUFFY「脱ディストピア」 川畑要「スターシップ」 Rihwa「Last Love」 横山ルリカ「Walk My Way」 |
| 11                | 2013年6月15日     | 2PM                                         | 西野カナ「Believe」 板野友美「1%」 D☆DATE「GLORY DAYS」 SUPER☆GiRLS「常夏ハイタッチ」 Lead「Upturn」 |
| 12                | 2013年6月22日     | BABYMETAL                                   | 東方神起「OCEAN」 スキマスイッチ「スカーレット」 BABYMETAL「メギツネ」 The Sketchbook「クラック」 C&K「愛を浴びて、僕がいる」 |
| 13                | 2013年6月29日     | 9nine                                       | 9nine「Evolution No.9」 May J.「島唄」 Hemenway「スタート革命」 SUPER JUNIOR-D&E「I WANNA DANCE」 忘れらんねえよ「僕らパンクロックで生きていくんだ」 |
| 14                | 2013年7月6日      | 北乃きい                                    | 北乃きい「ラズベリージャム」 AAA「Love Is In The Air」 乃木坂46「ガールズルール」 back number「高嶺の花子さん」 上間綾乃「ソランジュ」 |
| 15                | 2013年7月13日     | BoA                                         | BoA「Tail of Hope」 渡辺麻友「ラッパ練習中」 EXILE TRIBE（三代目J Soul Brothers VS GENERATIONS）「BURNING UP」 Salley「赤い靴」 姫carat「51%プラトニック」 |
| 16                | 2013年7月20日     | bump.y                                      | bump.y「SAVAGE HEAVEN」 RIP SLYME「ジャングルフィーバー」 SKE48「美しい稲妻」 井手綾香「消えてなくなれ、夕暮れ」 PASSPO☆「妄想のハワイ」 |
| 17                | 2013年7月27日     | スキマスイッチ                              | JUNHO (From 2PM)「キミの声」 フェアリーズ「光の果てに」 スキマスイッチ「Hello Especially」 シド「サマラバ」 ONE☆DRAFT「カレンダー 〜ケンカしたり、ふざけたり、泣かせたり〜」 |
| 18                | 2013年8月3日      | Takamiy                                     | 私立恵比寿中学「手をつなごう」 SPYAIR「現状ディストラクション」 Takamiy「雷神の如く」 新里宏太「HANDS UP!」 竹本洋介「ありがとう」 |
| 19                | 2013年8月10日     | KARA                                        | D-LITE (from BIGBANG) feat.葉加瀬太郎「I LOVE YOU」 Flower「太陽と向日葵」 Happiness「Sunshine Dream 〜一度きりの夏〜」 片平里菜「夏の夜」 ひめキュンフルーツ缶「アンダンテ」 |
| 20                | 2013年8月17日     | DAIGO                                       | 西野カナ「涙色」 DAIGO「いつも抱きしめて」 THE SECOND from EXILE「SURVIVORS」 ソナーポケット「線香花火 〜8月の約束〜」 乙女新党「2学期デビュー大作戦!!」 |
| 21                | 2013年8月24日     | かりゆし58                                  | AKB48「恋するフォーチュンクッキー」 SHINee「Boys Meet U」 九州男「二人の時間。。feat. TSUGUMI (from SOULHEAD)」 Serena「ピンクの弾丸」 アフィリア・サーガ「ネプテューヌ☆サガして」 |
| 22                | 2013年8月31日     | 超新星                                      | モーニング娘。「わがまま 気のまま 愛のジョーク」 THE GAZETTE「FADELESS」 シシド・カフカ「ラヴコリーダ」 浦江アキコ「季節の風に」 ハジ→「for YOU。」 |
| 23                | 2013年9月7日      | FLOW                                        | HKT48「メロンジュース」 FLOW「常夏エンドレス」 東方神起「SCREAM」 きいやま商店「ダックァーセ! feat. GIPPER」 FUZZY CONTROL「What are u waiting for?」 |
| 24                | 2013年9月14日     | Cheeky Parade                               | ポルノグラフィティ「青春花道」 GILLE「女々しくて」 Cheeky Parade「無限大少女∀」 Juice=Juice「ロマンスの途中」 THE ポッシボー「乙女! Be Ambitious!」 |
| 25                | 2013年9月21日     | ベイビーレイズ                              | 前田敦子「タイムマシンなんていらない」 AAA「恋音と雨空」 ベイビーレイズ「暦の上ではディセンバー」 JUJU「Distance」 BiS「Fly」 |
| 26                | 2013年9月28日     | ケラケラ                                    | SCANDAL「OVER DRIVE」 ケラケラ「友達のフリ」 ゴスペラーズ「ロビンソン」 東京女子流「Get The Star」 |
| 27                | 2013年10月5日     | E-girls                                     | NMB48「カモネギックス」 Berryz工房「もっとずっと一緒に居たかった」 E-girls「ごめんなさいのKissing You」 たんこぶちん「シアワセタランチュラ」 近藤晃央「あい」 |
| 28                | 2013年10月12日    | MAN WITH A MISSION                          | GENERATIONS from EXILE TRIBE「HOT SHOT」 V.I（from BIGBANG）「僕を見つめて［GOTTA TALK TO U］」 Dorothy Little Happy「ASIAN STONE」 D.W.ニコルズ「ありがとう」 DISH//「晴れるYA!」 |
| 29                | 2013年10月19日    | ポルノグラフィティ                          | 秦基博「Girl」 チームしゃちほこ「愛の地球祭」 ポルノグラフィティ「東京デスティニー」 住岡梨奈「Hello Yellow!」 4you「I for you 〜毎日がクリスマスイヴ〜」 |
| 30                | 2013年10月26日    | 2PM                                         | 西野カナ「さよなら」 水樹奈々×T.M.Revolution「革命デュアリズム」 2PM「Winter Games」 柏木由紀「Birthday wedding」 Apeace「Ur my life」 |
| 31                | 2013年11月2日     | Silent Siren                                | AKB48「ハート・エレキ」 w-inds.「A Little Bit」 三代目 J Soul Brothers from EXILE TRIBE「冬物語」 Silent Siren「I×U」 ダウト「感電18号」 |
| 32                | 2013年11月9日     | ねごと                                      | 家入レオ「太陽の女神」 SPYAIR「JUST ONE LIFE」 ねごと「シンクロマニカ」 MUCC「World's End」 超特急「Kiss Me Baby」 |
| 33                | 2013年11月16日    | THE ALFEE                                   | girl next door「URBAN DANCE」 JUJU「守ってあげたい」 THE ALFEE「GLORIOUS」 私立恵比寿中学「未確認中学生X」 三浦大知「I'm On Fire」 |
| 34                | 2013年11月23日    | ベッキー♪♯                                  | SKE48「賛成カワイイ!」 ナオト・インティライミ「手紙」 乃木坂46「バレッタ」 ベッキー♪♯「ぎゅ。」 ダイアナ・ガーネット「また君に恋してる」 |
| 35                | 2013年11月30日    | ミュージックドラゴンLIVE2013 in横浜アリーナ | ゴールデンボンバー back number GENERATIONS from EXILE TRIBE 秦基博 HY |
| 36                | 2013年12月7日     | ミュージックドラゴンLIVE2013 in横浜アリーナ | 三代目 J Soul Brothers from EXILE TRIBE BoA BEAST きゃりーぱみゅぱみゅ 三浦大知 |
| 37                | 2013年12月14日    | Juice=Juice                                 | エレファントカシマシ「あなたへ」 WHITE ASH「Casablanca」 9nine「Re:」 ティーナ・カリーナ「しもた」 Juice=Juice「イジワルしないで 抱きしめてよ」 |
| 38                | 2013年12月21日    | 平原綾香                                    | AKB48「鈴懸の木の道で「君の微笑みを夢に見る」と言ってしまったら僕たちの関係はどう変わってしまうのか、僕なりに何日か考えた上でのやや気恥ずかしい結論のようなもの」 Aqua Timez「エデン」 ソナーポケット「X'masラブストーリー。」 平原綾香「Shine-未来へかざす火のように-」 KG「白い冬」 |

### 2014年 放送リスト
| 2014年 放送リスト | 2014年 放送リスト | 2014年 放送リスト                       | 2014年 放送リスト |
| 回                | 放送日            | トークゲスト                            | スタジオライブ |
| ----------------- | ----------------- | --------------------------------------- | --- |
| 39                | 2014年1月4日      | 総集編                                  | BENI「粉雪」 U-KISS「Fall in Love」 |
| 40                | 2014年1月11日     | 総集編                                  | G-DRAGON (from BIGBANG)「ピタカゲ (CROOKED)」 泉沙世子「カス」 |
| 41                | 2014年1月18日     | モーニング娘。'14                       | モーニング娘。'14「笑顔の君は太陽さ」 Flower「白雪姫」 Da-iCE「SHOUT IT OUT」 BEAST「Sad Movie」 Hemenway「半分人間」                                                                                           |
| 42                | 2014年1月25日     | SEKAI NO OWARI                          | SEKAI NO OWARI「スノーマジックファンタジー」 家入レオ「チョコレート」 藍井エイル「KASUMI」 片平里菜「女の子は泣かない」                                                                                         |
| 43                | 2014年2月1日      | 2PM                                     | 加藤ミリヤ「LOVE/AFFECTION」 2PM「Step by Step」 ベイビーレイズ「恋はパニック」 河西智美「キエタイクライ」 LUV「10年先の僕へ」                                                                                  |
| 44                | 2014年2月8日      | 板野友美                                | 板野友美「little」 東京女子流「Partition Love」 back number「fish」 新山詩織「今 ここにいる」 NICO Touches the Walls「ローハイド」                                                                              |
| 45                | 2014年2月15日     | T.M.Revolution                          | T.M.Revolution「Count ZERO」 SUPER☆GiRLS「空色のキセキ」 ファンキー加藤「My VOICE」 フェアリーズ「Run With U」 GALETTe「じゃじゃ馬と呼ばないで」                                                                |
| 46                | 2014年2月22日     | JUJU                                    | BoA「Shout It Out」 JUJU「Door」 Lead「サクラ」 Dorothy Little Happy「STARTING OVER」 Rihwa「春風」 |
| 47                | 2014年3月1日      | 槇原敬之                                | AKB48「前しか向かねえ」 槇原敬之「Life Goes On〜like nonstop music〜」 きゃりーぱみゅぱみゅ「ゆめのはじまりんりん」 クリス・ハート「I LOVE YOU」 Alice Nine「SHINING」                                          |
| 48                | 2014年3月8日      | HY                                      | 前田敦子「セブンスコード」 DAIGO「BUTTERFLY」 EXILE TAKAHIRO「Love Story」 HY「帰る場所」 小桃音まい「ダンシン☆ハイスクール」                                                                                   |
| 49                | 2014年3月15日     | 住岡梨奈                                | HKT48「桜、みんなで食べた」 さんみゅ〜「春が来て僕たちはまた少し大人になる」 Serena「あなたがいればOK!」 DISH//「FREAK SHOW」 住岡梨奈「言葉にしたいんだ」                                                      |
| 50                | 2014年3月22日     | シド                                    | SKE48「未来とは?」 E-girls「Diamond Only」 back number「繋いだ手から」 シド「hug」 Gacharic Spin「僕だけのシンデレラ」                                                                                          |
| 51                | 2014年3月29日     | X21                                     | 三代目J Soul Brothers from EXILE TRIBE「S.A.K.U.R.A.」 X21「明日への卒業」 NMB48「高嶺の林檎」 Juice=Juice「裸の裸の裸のKISS」 THE ポッシボー「勇気スーパーボール!」                                            |
| 52                | 2014年4月5日      | 乃木坂46                                | FLOW「愛愛愛に撃たれてバイバイバイ」 九州男「窓の外はもう日曜日」 乃木坂46「気づいたら片想い」 May'n「Lose My Illusions」 wacci「東京」                                                                         |
| 53                | 2014年4月12日     | 中川翔子                                | Rev. from DVL「LOVE-arigatou-」 中川翔子「9lives」 ソナーポケット「ai」 Doll☆Elements「君のトナリで踊りたい!」 Da-iCE「TOKI」                                                                                   |
| 54                | 2014年4月19日     | Rihwa                                   | きゃりーぱみゅぱみゅ「ファミリーパーティー」 水樹奈々「アパッショナート」 モーニング娘。'14「時空を超え 宇宙を超え」 Rihwa「春風」 a flood of circle「KIDS」                                                    |
| 55                | 2014年4月26日     | 秦基博                                  | SCANDAL「Departure」 fumika「Endless Road」 秦基博「ダイアローグ・モノローグ」 Suzu「you can do it!」 BLUE MOON BOO「BMB!!」                                                                                    |
| 56                | 2014年5月3日      | スマイレージ                            | グッドモーニングアメリカ「拝啓、ツラツストラ.」 片平里菜「Oh JANE」 スマイレージ「ミステリーナイト!」 SPYAIR「イマジネーション」 Dream5「Break Out」                                                            |
| 57                | 2014年5月10日     | ファンキー加藤                          | ももいろクローバーZ「泣いてもいいんだよ」 チームしゃちほこ「いいくらし」 東京女子流「十字架 〜映画「学校の怪談 -呪いの言霊-」 Ver.〜」 ファンキー加藤「輝け」 ベイビーレイズ「ぶっちゃけRock'n はっちゃけRoll」 |
| 58                | 2014年5月17日     | flumpool                                | SUPER☆GiRLS「花道‼ア〜ンビシャス」 flumpool「明日への賛歌」 Jun. K（From 2PM）「LOVE & HATE」 USAGI「Hello」 浅草ジンタ「百万光年彼方から」                                                                     |
| 59                | 2014年5月24日     | 高橋優                                  | AKB48「ラブラドール・レトリバー」 大塚愛「モアモア」 フェアリーズ「Super Hero」 高橋優「太陽と花」 BiS「FiNAL DANCE」                                                                                           |
| 60                | 2014年5月31日     | THE 野党                                | 住岡梨奈「flavor」 Happiness「JUICY LOVE」 THE野党「B.B.」 シェネル「ずっと (English Ver.)」 SWANKY DANK「Sink Like a Stone feat.Hiro from MY FIRST STORY」                                                     |
| 61                | 2014年6月7日      | 東方神起                                | EXILE SHOKICHI feat.VERBAL(m-flo)&SWAY「BACK TO THE FUTURE」 私立恵比寿中学「バタフライエフェクト」 東方神起「Sweat」 安田レイ「パスコード4854」 Haruka Hummingbird「炎の花」                                   |
| 62                | 2014年6月14日     | 西野カナ                                | Flower「熱帯魚の涙」 西野カナ「We Don't Stop」 BENI「もう二度と…」 w-inds.「夢で逢えるのに〜Sometime I Cry〜」 SHU-I「こんなに君を好きなのにどうして?」                                                         |
| 63                | 2014年6月21日     | 東京パフォーマンスドール                | ナオト・インティライミ「The World is ours!」 9nine「With You / With Me(Album Ver.)」 Silent Siren「ラッキーガール」 東京パフォーマンスドール「BRAND NEW STORY」 KG「いつまでも いつまでも」                     |
| 64                | 2014年6月28日     | 川畑要・鈴木雅之                        | 三代目 J Soul Brothers from EXILE TRIBE「R.Y.U.S.E.I.」 AAA「Wake up!」 川畑要「Half moon feat. 鈴木雅之」 TRUSTRICK「ATLAS」 jealkb「ヒット曲」                                                                |
| 65                | 2014年7月5日      | 大原櫻子                                | miwa「君に出会えたから」 大原櫻子 (from MUSH&Co.)「頑張ったっていいんじゃない」 Charisma.com「イイナヅケブルー」 INFINITE「Last Romeo〜君がいればいい〜」 さんみゅ〜「純情マーメイド」                          |
| 66                | 2014年7月12日     | きゃりーぱみゅぱみゅ                    | いきものがかり「ラブソングはとまらないよ」 ソナーポケット「最終電車 〜missing you〜」 きゃりーぱみゅぱみゅ「きらきらキラー」 JUNHO (From 2PM)「FEEL」 Dorothy Little Happy「sky traveler」                      |
| 67                | 2014年7月19日     | ゴスペラーズ                            | 2NE1「CRUSH」 ゴスペラーズ「SING!!!!!」 SCANDAL「夜明けの流星群」 BRADIO「Overnight Superstar」 MACO「私たちは絶対に絶対にヨリを戻したりしない〜We Are Never Ever Getting Back Together(Japanese Ver.)」        |
| 68                | 2014年7月26日     | スキマスイッチ                          | スキマスイッチ「Ah Yeah‼」 BoA「MASAYUME CHASING」 家入レオ「純情」 Juice=Juice「風に吹かれて」 LinQ「ナツコイ」                                                                                                |
| 69                | 2014年8月2日      | でんぱ組.inc                            | 芦田愛菜「ふぁいと!」 SKE48「不器用太陽」 D-LITE(from BIGBANG)「SHUT UP」 でんぱ組.inc「ちゅるりちゅるりら」 P.IDL「淋しい熱帯魚」                                                                              |
| 70                | 2014年8月9日      | 湘南乃風                                | 湘南乃風「パズル」 秦基博「ひまわりの約束」 片平里菜「HIGH FIVE」 Silent Siren「BANG!BANG!BANG!」 愛乙女★DOLL「セツナツ、ダイバー」                                                                             |
| 71                | 2014年8月16日     | 西内まりや                              | 西野カナ「Darling」 NMB48「イビサガール」 西内まりや「LOVE EVOLUTION」 Kalafina「to the beginning」 ひめキュンフルーツ缶「パラダイム」                                                                          |
| 72                | 2014年8月23日     | ファンキー加藤                          | ファンキー加藤「太陽」 倉木麻衣「無敵なハート」 NICO Touches the Walls「TOKYO Dreamer」 Da-iCE「ハッシュ ハッシュ」 KNOCK OUT MONKEY「Greed」                                                                   |
| 73                | 2014年8月30日     | THE ALFEE                               | AKB48「心のプラカード」 シド「ENAMEL」 吉田山田「日々」 THE ALFEE「英雄の詩」 palet「VICTORY」 |
| 74                | 2014年9月6日      | T.M.Revolution                          | ポルノグラフィティ「俺たちのセレブレーション」 フェアリーズ「BLING BLING MY LOVE」 Aqua Timez「ヒナユメ」 T.M.Revolution「Phantom Pain」 バクステ外神田一丁目「青春クロニクル」                                 |
| 75                | 2014年9月13日     | ナオト・インティライミ                  | WINNER「GO UP」 USAGI「ここから」 さかいゆう「サマーアゲイン」 ナオト・インティライミ「LIFE」 WHITE ASH「Hopes Bright」                                                                                         |
| 76                | 2014年9月20日     | 2PM                                     | JUJU「ラストシーン」 河西智美「今さらさら」 2PM「ミダレテミナ」 MUCC「故に、摩天楼」 Lead「想い出ブレイカー」                                                                                                   |
| 77                | 2014年9月27日     | May J.                                  | HKT48「控えめI love you !」 SHINee「Downtown Baby」 May J.「本当の恋」 AAA「さよならの前に」 WHY@DOLL「Magic Motion No.5」                                                                                      |
| 78                | 2014年10月4日     | 赤い公園                                | フレンチ・キス「思い出せない花」 赤い公園「NOW ON AIR」 Juice=Juice「背伸び」 WHITE JAM「ウソツキ」 Chu-Z「ボンバスティック!」                                                                                  |
| 79                | 2014年10月11日    | 三代目 J Soul Brothers from EXILE TRIBE | VAMPS「VAMPIRE'S LOVE」 乃木坂46「何度目の青空か?」 三代目 J Soul Brothers from EXILE TRIBE「C.O.S.M.O.S. 〜秋桜〜」 かりゆし58「愛を信じている」 GANJIN「Won't you Love me」                                   |
| 80                | 2014年10月18日    | DA PUMP                                 | SEKAI NO OWARI「Dragon Night」 山下智久「YOUR STEP」 モーニング娘。'14「TIKI BUN」 DA PUMP「New Position」 ONE☆DRAFT「ダイナマイト」                                                                            |
| 81                | 2014年10月25日    | アナサー男子3人衆                       | 西野カナ「好き」 EXILE SHOKICHI「The One」 GOT7「AROUND THE WORLD」 アナサー男子3人衆「俺たちの、『理不尽（プライド）』」 Rhyzz「夏ノ幻」                                                                       |
| 82                | 2014年11月1日     | Dream                                   | D-LITE(from BIGBANG)「ナルバキスン (Look at me, Gwisun)」 Little Glee Monster「放課後ハイファイブ」 Dream「ダーリン」 メレンゲ「楽園」 キャラメルペッパーズ「青春 SONG 〜YELL〜」                               |
| 83                | 2014年11月8日     | ソナーポケット                          | ポルノグラフィティ「ワン・ウーマン・ショー 〜甘い幻〜」 安田レイ「Mirror」 Berryz工房「ロマンスを語って」 ソナーポケット「笑顔の理由。」 CODE-V「Never Ending Story」                                           |
| 84                | 2014年11月15日    | NMB48                                   | Happiness「Seek A Light」 家入レオ「Silly」 NMB48「らしくない」 東京パフォーマンスドール「DREAM TRIGGER」 Tokyo Cheer② Party「MD」                                                                              |
| 85                | 2014年11月22日    | 倉木麻衣                                | AKB48「希望的リフレイン」 スキマスイッチ「パラボラヴァ」 松田美穂「めざめ」 倉木麻衣「Love, Day After Tomorrow」 X21「Xギフト」                                                                                 |
| 86                | 2014年11月29日    | ミュージックドラゴンLIVE2014            | miwa SCANDAL MAN WITH A MISSION 2PM 三代目 J Soul Brothers from EXILE TRIBE |
| 87                | 2014年12月6日     | ミュージックドラゴンLIVE2014            | ファンキー加藤 back number でんぱ組.inc スキマスイッチ SEKAI NO OWARI |
| 88                | 2014年12月13日    | SKE48                                   | SKE48「12月のカンガルー」 JUJU「ANNIVERSARY」 Aqua Timez「生きて」 FLOW×GRANRODEO「7 -seven-」 朝倉さや「さばの味噌煮」                                                                                         |
| 89                | 2014年12月20日    | 森山直太朗                              | 板野友美「COME PARTY!」 HY「あなたを想う風」 森山直太朗「五線譜を飛行機にして」 三浦大知「ふれあうだけで 〜Always with you〜」 predia「美しき孤独たち」                                                         |
| 90                | 2014年12月27日    | SCANDAL                                 | いきものがかり「GOLDEN GIRL」 E-girls「Mr.Snowman」 渡辺美優紀「やさしくするよりキスをして」 SCANDAL「Image」 U-KISS「Sweetie」                                                                                 |

### 2015年 放送リスト
| 2015年 放送リスト | 2015年 放送リスト | 2015年 放送リスト     | 2015年 放送リスト |
| 回                | 放送日            | トークゲスト          | スタジオライブ |
| ----------------- | ----------------- | --------------------- | --- |
| 91                | 2015年1月10日     | 総集編                | May J.「So Beautiful」 ゴスペラーズ「ミモザ」 忘れらんねえよ「ばかもののすべて」                                                                                              |
| 92                | 2015年1月17日     | 総集編                | Silent Siren「KAKUMEI」 ハナエ「神様の神様」 Da-iCE「もう一度だけ」 |
| 93                | 2015年1月24日     | TRUSTRICK             | TRUSTRICK「FLYING FAFNIR」 GENERATIONS from EXILE TRIBE「Sing it Loud」 back number「ヒロイン」 w-inds.「FANTASY」 8utterfly「近くて遠い恋のストーリー feat. LGYankees HIRO」 |
| 94                | 2015年1月31日     | 西内まりや            | 三代目 J Soul Brothers from EXILE TRIBE「O.R.I.O.N.」 2PM「Guilty Love」 西内まりや「7 WONDERS」 Rihwa「Snowing Day」 La PomPon「BUMP!!」                                     |
| 95                | 2015年2月7日      | 家入レオ              | 家入レオ「miss you」 私立恵比寿中学「ハイタテキ!」 Block B「Very Good -Japanese Version-」 ソナーポケット「戻らないラブストーリー。」 山猿「カジカ」                          |
| 96                | 2015年2月14日     | Bitter & Sweet        | Dream「こんなにも」 トミタ栞「もしもワールド」 Bitter & Sweet「恋心」 アルスマグナ「ミロク乃ハナ」 シェネル「Happiness」                                                      |
| 97                | 2015年2月21日     | 及川光博              | 及川光博「ダンディ・ダンディ」 片平里菜「誰もが」 chay「あなたに恋をしてみました」 AOA「Like a Cat」 Gacharic Spin「赤裸ライアー」                                            |
| 98                | 2015年2月28日     | 三浦大知              | miwa「360°」 東方神起「サクラミチ」 三浦大知「Unlock」 0.8秒と衝撃。「ジャスミンの恋人」 AAA「Lil' Infinity」                                                                 |
| 99                | 2015年3月7日      | 武藤彩未              | 武藤彩未「パラレルワールド」 AKB48「Green Flash」 WOOYOUNG(From 2PM)「R.O.S.E」 callme「To shine」 THE HOOPERS「イトシコイシ君恋シ」                                          |
| 100               | 2015年3月14日     | 吉井和哉              | 吉井和哉「クリア」 東京女子流「Stay with me」 SHINee「Your Number」 EDGE of LIFE「Just Fly Away」 Lead「My One」                                                              |
| 101               | 2015年3月21日     | 2周年名場面スペシャル | きゃりーぱみゅぱみゅ「もんだいガール」 乃木坂46「命は美しい」 ［Alexandros］「ワタリドリ」 新山詩織「ありがとう」 USAGI「好きをこえたヒト」 CLEAR'S「ヨゴしたくないcry」      |
| 102               | 2015年3月28日     | 2周年名場面スペシャル | NMB48「Don't look back!」 安田レイ「恋詩」 フェアリーズ「Kiss Me Babe」 MAAKIII「スノーボールアース」 SHU-I「Don't Turn Around」                                              |